# باشگاه فوتبال الشرطه (سوریه)

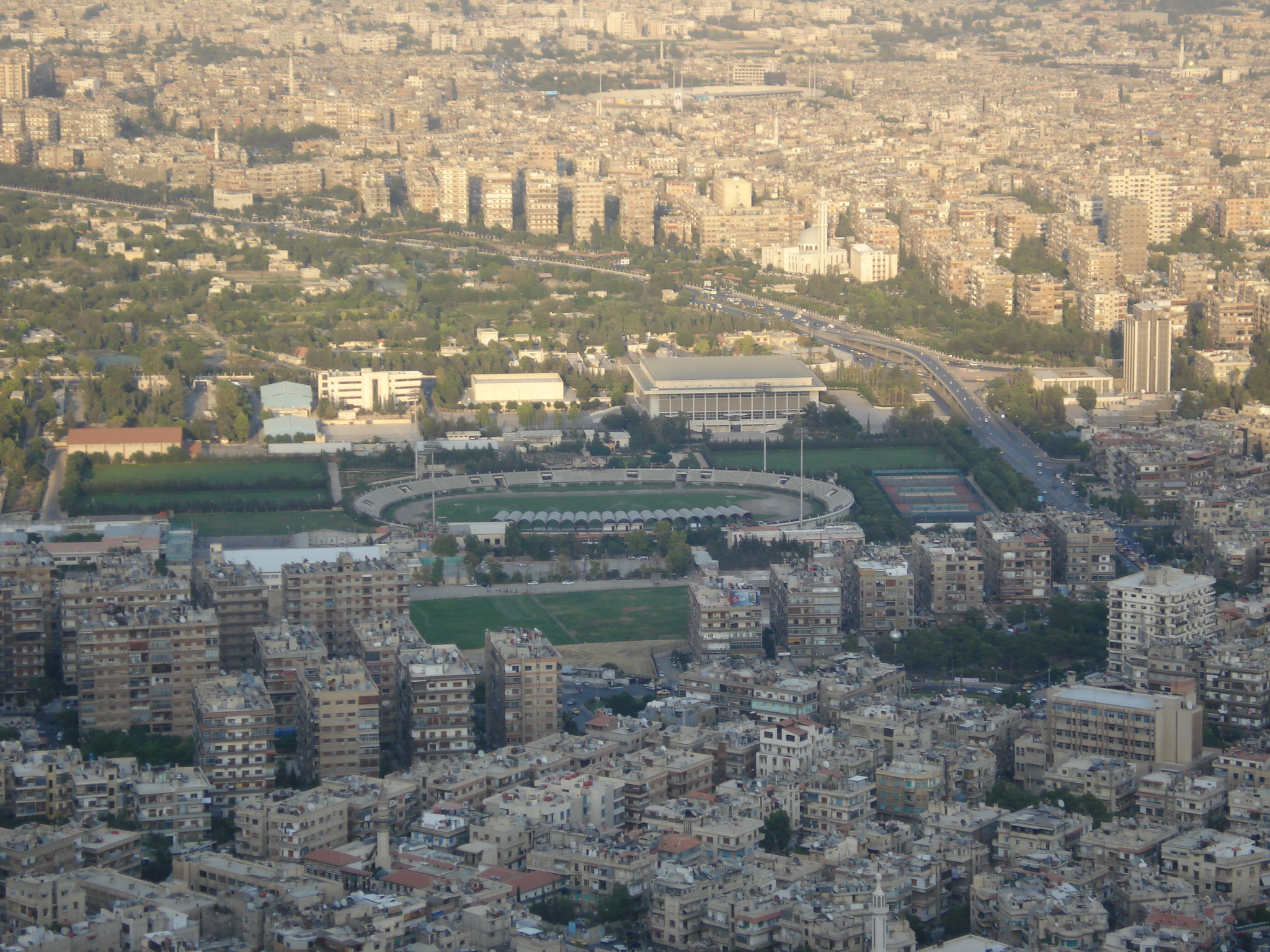
نمایی از استادیوم باشگاه فوتبال الشرطه دمشق

باشگاه فوتبال الشرطه دمشق یک باشگاه فوتبال سوری که در شهر دمشق، سوریه واقع شده است.

## دستاوردها
- لیگ برتر سوریه (۱)
  - ۱۹۸۰
- جام سوریه (۴)
  - ۱۹۶۷، ۱۹۶۸، ۱۹۸۰، ۱۹۸۱